# Laternaria dohrni
Laternaria dohrni är en insektsart som först beskrevs av Schmidt 1905.  Laternaria dohrni ingår i släktet Laternaria och familjen lyktstritar. Inga underarter finns listade i Catalogue of Life.